# Gnorimosphaeroma trigonocaudum
Gnorimosphaeroma trigonocaudum is een pissebed uit de familie Sphaeromatidae. De wetenschappelijke naam van de soort is voor het eerst geldig gepubliceerd in 2011 door Nunomura.